# Drenóc
Drenóc (horvátul: Drenovci) falu és község Horvátországban Vukovár-Szerém megyében. 

## Fekvése
Vukovártól légvonalban 48, közúton 56 km-re délre, a Nyugat-Szerémségben, a Bázaköz nyugati részén, az ún. Cvelferija területén, a Szpacsva-síkon, Sályi és Gunya között fekszik.

## A község települései
A községhez Drenócon kívül Juricse (Đurići), Gájalja (Posavski Podgajci), Racsinovce (Račinovci) és Rahova (Rajevo Selo) települések tartoznak.

## Története
A mai Drenóc területe a középkorban a Marótiak birtoka volt, területén több kis falu létezett.
A török 1536-ban szállta meg a vidékét és 1691-ig volt török uralom alatt. A 18. század elején Boszniából érkezett katolikus sokácok települtek ide be. Kamarai birtok volt, majd a vukovári uradalom része lett. Drenóc neve csak 1729-ben bukkan fel először, amikor a pécsi püspök meglátogatja az 1719-ben alapított drenóci plébániát. A település fejlődése meglehetősen gyors volt, hiszen ekkor már 420 katolikus lakosa volt.
A katonai határőrvidék megszervezésekor Mária Terézia rendelete alapján 1745-ben elhatárolták a katonai közigazgatás alá vont területeket. A falu a Péterváradi határőrezred katonai igazgatása alá került. Lakói a katonai igazgatás teljes megszüntetéséig határőrök voltak, akik 16 és 60 életévük között kötelezve voltak a császári hadseregben a katonai szolgálatra. Részt vettek a Habsburg Birodalom szinte valamennyi háborújában. 1808-ban a Péterváradi határőrezred katonai igazgatása alól átkerült a Bródi határőrezredhez, annak is a 12. Drenóci századához. Azóta nevezik az egykori 12. század területét Cvelferijának. A katonai közigazgatást 1873-ban megszüntették, majd területét 1881-ben Szerém vármegyéhez csatolták. 
Az első katonai felmérés térképén „Drenovcze” néven található. Lipszky János 1808-ban Budán kiadott repertóriumában „Drenovcze” néven szerepel. Nagy Lajos 1829-ben kiadott művében „Drenovcze” néven 264 házzal, 1320 katolikus és 55 ortodox vallású lakossal találjuk. A 19. század végén német, magyar és szlovák családok vándoroltak be, de jöttek likai és dalmáciai horvát és szerb családok is. 1886-ban Drenóc bekapcsolódott a vasúti hálózatba. 
A településnek 1857-ben 659, 1910-ben 1223 lakosa volt. Szerém vármegye Zsupanyai járásához tartozott. Az 1910-es népszámlálás adatai szerint lakosságának 65%-a horvát, 25%-a német, 4%-a magyar, 3%-a szerb, 1%-a szlovák anyanyelvű volt. A település az első világháború után az új szerb-horvát-szlovén állam, majd később (1929-ben) Jugoszlávia része lett. A két világháború közötti időszakban megnyílt a horvát olvasókör, megalakult a nőegyesület (1919) és a „Borac” sportklub (1928). 1941 és 1945 a Független Horvát Államhoz tartozott, majd a szocialista Jugoszlávia fennhatósága alá került. A háború vége felé 1944. október 23-án mintegy 100 német családot menekítettek ki Drenócból a közeledő partizánok elől. 
A második világháború után, 1945 és 1948 között az agrárreform és nagyarányú betelepítés zajlott. Drenócra 40 lika ortodox családot és 40 zagorjei horvát családot telepítettek le, akik a kiutasított németek házait és földjeit kapták meg. A bevándorolt szerbek erőteljesebben támogatták a kommunista kormányt és elfoglalták az önkormányzat legfontosabb helyeit. 1946-ban és 1947-ben három termelőszövetkezet jött létre: a likaiak megalapították az SRZ „Marko Orešković” szövetkezetet, a dalmátok SRZ „Matija Gubec” szövetkezetet a helyi sokácok pedig a HRZ „Sloga” szövetkezetet. 1953-ban egy még radikálisabb agrárreformmal a magántulajdonú földterületek maximumát 10 hektárra csökkentették. Ez a helyi horvátok kivándorlásának kezdetéhez vezetett. 1991-től a független Horvátország része. 1991-ben lakosságának 88%-a horvát, 5%-a szerb, 3%-a jugoszláv nemzetiségű volt. A horvát függetlenségi háború idején a falu állandó szerb fenyegetettségben élt, de a harcok végül nem érintették. A falunak 2011-ben 492 lakosa volt.

## Népessége
| Lakosság változása | Lakosság változása | Lakosság változása | Lakosság változása | Lakosság változása | Lakosság változása | Lakosság változása | Lakosság változása | Lakosság változása | Lakosság változása | Lakosság változása | Lakosság változása | Lakosság változása | Lakosság változása | Lakosság változása | Lakosság változása |
| ------------------ | ------------------ | ------------------ | ------------------ | ------------------ | ------------------ | ------------------ | ------------------ | ------------------ | ------------------ | ------------------ | ------------------ | ------------------ | ------------------ | ------------------ | ------------------ |
| 1857               | 1869               | 1880               | 1890               | 1900               | 1910               | 1921               | 1931               | 1948               | 1953               | 1961               | 1971               | 1981               | 1991               | 2001               | 2011               |
| 1.199              | 1.709              | 1.932              | 2.128              | 2.753              | 2.575              | 2.528              | 2.726              | 2.998              | 3.273              | 3.323              | 3.331              | 2.998              | 2.755              | 3.049              | 1.946              |

## Gazdaság
A helyi gazdaság alapja hagyományosan a mezőgazdaság és az állattartás. 

## Nevezetességei
Szent Mihály arkangyal tiszteletére szentelt római katolikus temploma 1797-ben épült barokk stílusban. A főhomlokzatot a magas harangtorony uralja, amelyet kettős pilaszterek tagolnak. A két oldalon félköríves fülkék találhatók, szentek szobraival. A homlokzatot vízszintesen osztja ketté egy magas falkoszorú. A szentély melletti földszinti sekrestye egyszerű négyzet alaprajzú. A hosszanti, baldachinos boltozaton, konkáv módon lekerekített részek vannak. A félkör alakú szentélyt félkupola borítja. A déli falon kerek alakú szószék található. A padlót különböző formájú kerámia- és kőlapokkal burkolták. A berendezés későbarokk-klasszicista elemei 19. századiak, későbbi részei a 20. század elején készültek. 
Az oltárok, a szobrok, a keresztelőmedence és a szószék Ferdinand Stuflesser tiroli mester műhelyében készültek. A padok, a keresztút állomásai és a csillár valószínűleg helyi mesterek művészi kivitelű munkái. Az orgona a Fabing család eszéki, illetve apatini műhelyében készült. Értékes részei a felszerelésnek a miseruhák és 26 értékes liturgikus tárgy.

## Kultúra
- Községi könyvtár
- Drenóci irodalmi találkozó

## Oktatás
- A településen az „Ivan Meštrović” általános iskola működik
- Középiskolai központ a Megyei Szakképző- és Ipariskola területi intézménye

## Sport
Az NK „Borac” Drenovci labdarúgóklubot 1929-ban alapították. A csapat ma a megyei 1. ligában szerepel.